# Nationalpark Banco

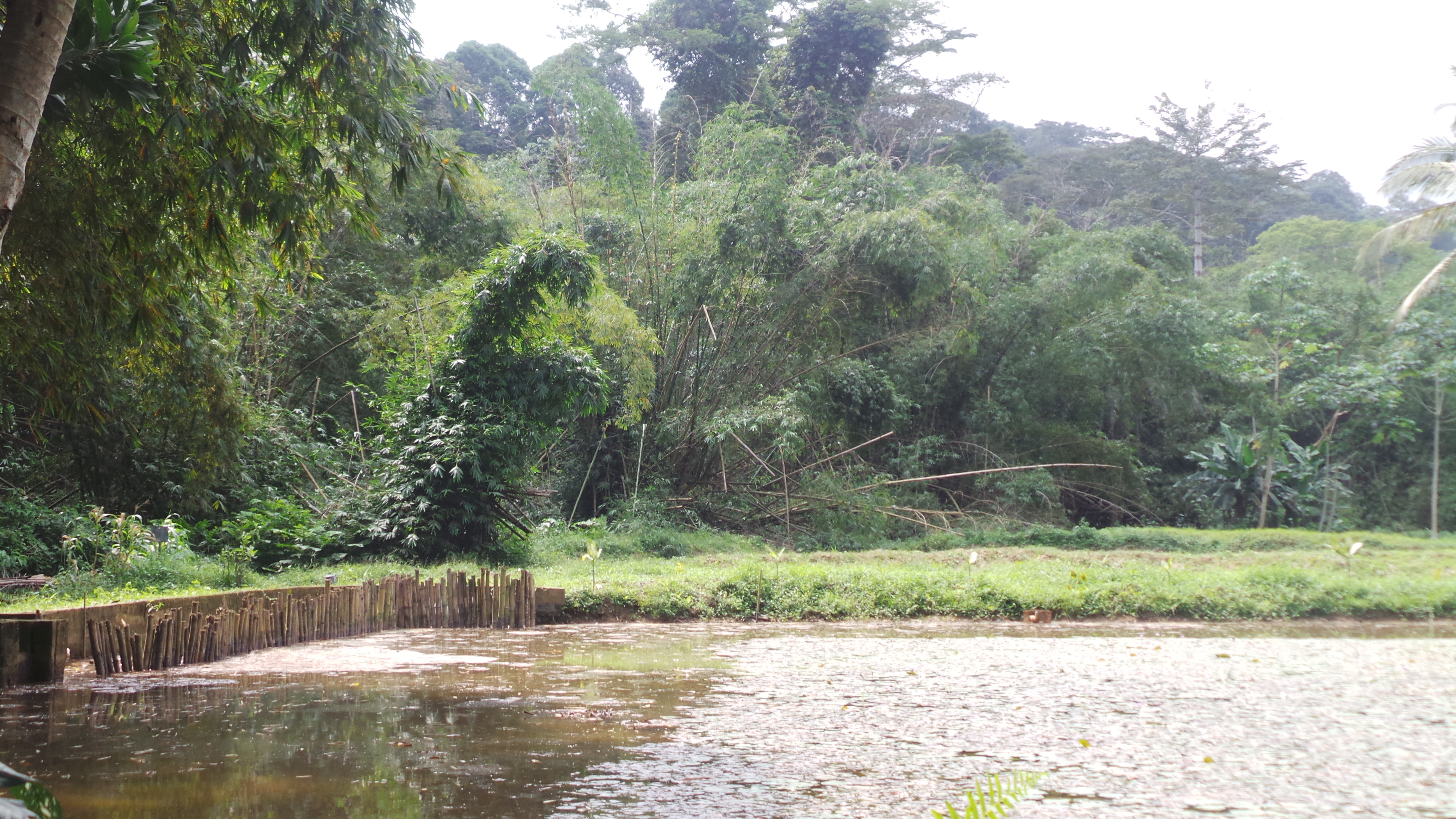
Nationalpark Banco

Der Nationalpark Banco, 1953 errichtet, ist der älteste Nationalpark des westafrikanischen Staates Elfenbeinküste; er liegt an der Autoroute du Nord in der Gemeinde Attécoubé im Nordwesten der Agglomeration Abidjan, der ehemaligen Landeshauptstadt.
Das mehr als 3000 Hektar große Urwald-Gebiet weist typische Pflanzen- und Tierarten auf wie Echten Mahagoni und noch wenige Schimpansen. Er wird durch den Fluss gleichen Namens durchflossen, welcher in die Baie du Banco mündet.
Der Park dient vor allem als Erholungsgebiet der Bewohner von Abidjan. Ein Wegenetz wird unterhalten und es gibt Unterkunftsmöglichkeiten.
Darüber hinaus existieren Picknickplätze, ein Restaurant und ein Arboretum.